# Shū Uemura
Pour l'entreprise  qu'il a fondée, voir Shu Uemura (cosmétique).
Shū Uemura (植村 秀, Uemura Shū, 19 juin 1928 – 29 décembre 2007) est considéré comme une des personnalités les plus singulières et innovantes du monde du maquillage. Il a su rapprocher le monde du maquillage de celui de la mode. Il a en effet été le premier à lancer, dès 1968, des produits présentés sous forme de collections, deux fois par an.

## Biographie
Shū Uemura est né en 1929 dans le quartier Tsujiki de Tokyo dans une famille d'hommes d'affaires. Il commence sa carrière au théâtre mais la tuberculose l'empêche de jouer pendant près de cinq ans. À défaut, il intègre la Tokyo Beauty Academy. Il est le seul homme d'une promotion de 130 étudiants.
Il est embauché comme assistant maquilleur d'une équipe de cinéma américaine en tournage au Japon. Il rejoint Hollywood à la fin des années 1950. L'abondance de produits de maquillage sur le marché américain est une découverte. Il est vrai que le Japon vit encore une ère de reconstruction. « Ouvrir une boîte de maquillage et découvrir l'éventail de couleurs disponibles était un choc », raconte-t-il. Il travaille notamment avec Frank Sinatra, Shirley MacLaine et Edward G. Robinson. La célébrité arrive quand, remplaçant un maquilleur malade, il transforme Shirley MacLaine en une apprentie geisha, dans Ma geisha (1962).
Shū Uemura revient au Japon en 1965. Il ouvre alors, à 37 ans, une école de maquillage de style hollywoodien. En 1967, il lance Japan Makeup, une société de cosmétiques qui deviendra Shu Uemura Cosmetics en 1982. Dans sa gamme de produits, on peut citer l'huile démaquillante, le premier fond de teint en stick, des soins inspirés de la pharmacopée chinoise. Il ouvre 130 boutiques dans le monde entier.

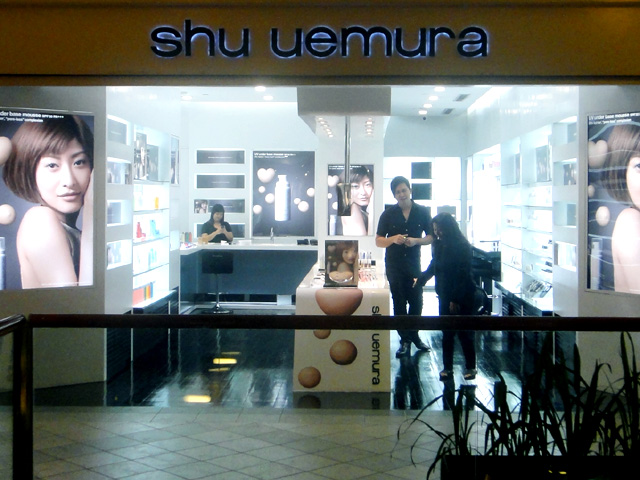
Une boutique Shu Uemura aux Philippines en 2011.

En 1986, une boutique à la vitrine entièrement transparente comme un aquarium est ouverte boulevard Saint-Germain à Paris. Elle a été conçue par Jean-Louis Véret, ancien collaborateur de Le Corbusier. Tout y est noir, blanc ou transparent afin de mettre en valeur les couleurs des cosmétiques. En 1994, Shū Uemura commande un album au musicien Hiroshi Yoshimura pour ses défilés : intitulé Face Music, c'est un mélange entre compositions des maîtres de la musique baroque et arrangements numériques modernes. 
Shu Uemura Cosmetics a été rachetée par L'Oréal en 2004.
Shū Uemura a succombé à une pneumonie le 29 décembre 2007, à l'âge de 79 ans.

## Anecdotes
- Madonna est une fidèle cliente de Shu Uemura. La marque a réalisé pour elle une paire de faux cils en vison et diamants de 1,2 carats chacun, d'un prix atteignant 10 000 dollars la paire. Shu Uemura a lancé une version "strass" pour seulement 15,50 euros de ces faux cils.
- Depuis 2006, Shu Uemura France organise le "Make-up Competition". Ce concours a comme objectif de découvrir de jeunes talents dans le maquillage.
- Karl Lagerfeld et Uemura se sont liés d'amitié au cours de leurs carrières. Karl Lagerfeld a créé une collection en son hommage pour novembre 2012. La mascotte de Karl Lagerfeld, un chat sacré de Birmanie ayant appartenu à Baptiste Giabiconi, est devenue l'égérie de Shu Uemura[3], et un livre lui a été consacré[4].